# Église san Michele Visdomini
Pour les articles homonymes, voir San Michele.
L'église san Michele Visdomini (en italien : chiesa di San Michele Visdomini ou chiesa di San Michelino Visdomini) est une église de Florence en Italie, située à l'angle de la via Bufalini (it) et via dei Servi, sur un élargissement de la rue nommé piazza San Michele Visdomini, dans le centre historique de Florence.

## Histoire
La construction de l'édifice actuel débute en 1364 et remplace une ancienne église de patronage de la famille Visdomini, démolie une année auparavant afin de faire de la place pour la nouvelle cathédrale. La première pierre est posée en présence de l'évêque de Fiesole André Corsini, futur saint. 
Initialement édifiée en style gothique et gérée par les moines Célestins entre 1552 et 1782, l'église est restructurée en déplaçant l'entrée de via Bufalini à la petite place donnant sur via dei Servi, et créant de nouvelles chapelles en style Contre-Réforme.
Les travaux sont financés par Livia Vernazza, la veuve de Jean de Médicis, qui charge du projet Michelangelo Pacini, assisté de Francesco Masini.
Une fois les travaux terminés, l'église accueille de nombreuses œuvres d'art comme les retables de Francesco Morandini, Jacopo Chimenti et  Domenico Cresti qui rejoignent le Retable Pucci du Pontormo de 1518.
Devant l'église se trouvent des pierres tombales remontant aux XVIIIe et XIXe siècles mais cet endroit était déjà utilisé comme cimetière plusieurs siècles auparavant. Une plaque sur la gauche de la façade rappelle qu'à cet endroit était enterré le peintre Filippino Lippi qui habitait via degli Alfani.
Les inondations de 1966 de Florence cause de forts dommages et pendant les restaurations des fresques du XIVe siècle sont mises au jour dans le transept.

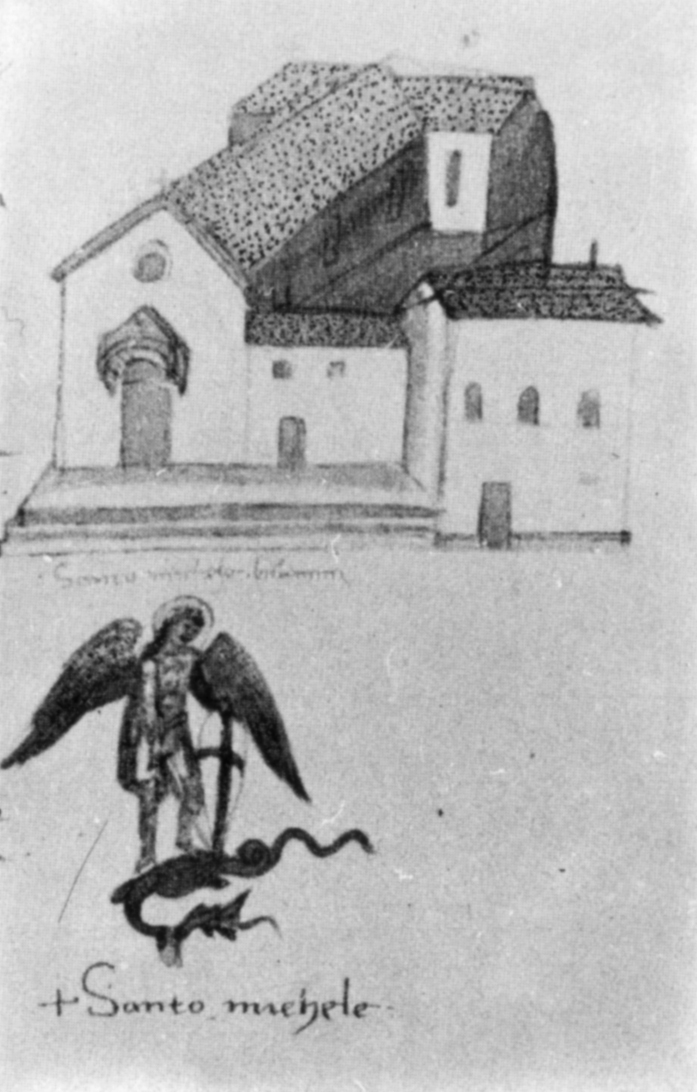
L'église du codex Rustici (fin du  XVe siècle
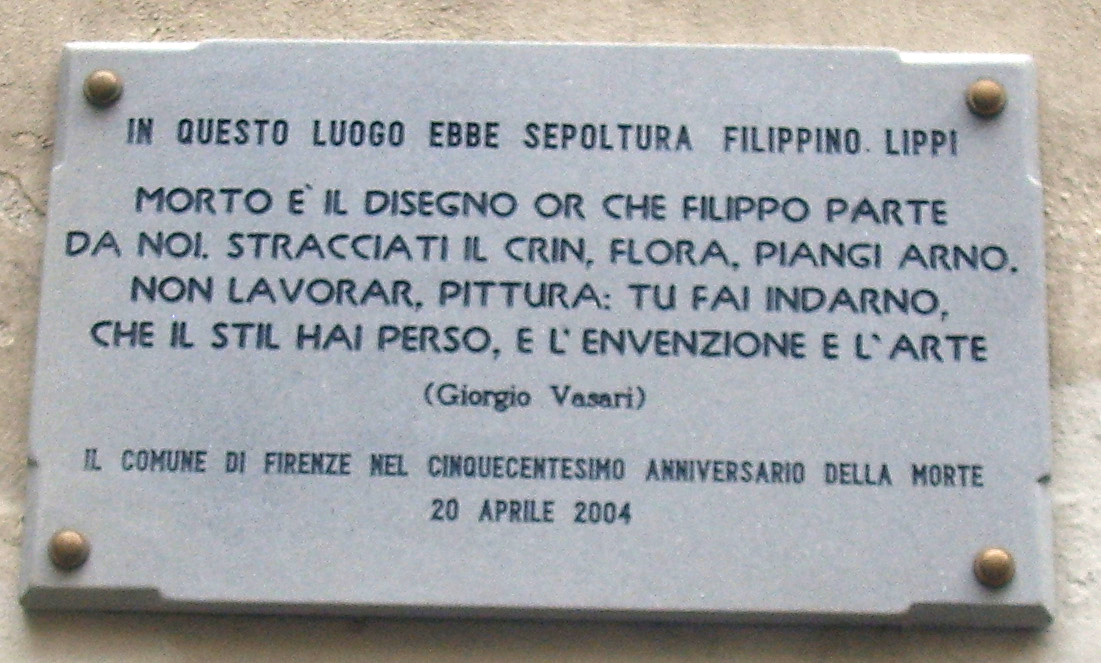
Plaque sur la gauche de la façade qui rappelle qu'à cet endroit était enterré Filippino Lippi

## Patrimoine d'intérêt culturel et religieux
L'intérieur est à nef unique avec des autels latéraux et un transept dans lequel se trouvent trois chapelles.
- Côté droit : le premier autel à droite comporte le retable La Nativité de Jacopo Chimenti (1618), suivi par l'autel Pucci avec le La Sainte Conversation de Pontormo datée de 1518. Le troisième autel comporte La Quête de saint Thomas Villanuova d'Agostino Veracini.
- Côté gauche :La Vierge et l'Enfant et Saints et L'Immaculée Conception de Francesco Morandini, La Prêche du Baptiste de Domenico Cresti.
- À la tête du transept droit La Naissance de la Vierge d'Agostino Ciampelli (1593) et le retable La Victoire de l'Archange Michel de Niccolò Lapi, une copie de Guido Reni
- Chapelle du transept à droite : restes de fresques et synopsies attribuées à Spinello Aretino,
- Chapelle du transept à gauche : Le Crucifix des Bianchi XIVe siècle (du nom de la confraternité qu en était la propriétaire), et restes de fresques et synopsies du XIVe siècle.
- La chapelle centrale principale ne présente rien de particulier
- À la tête du transept gauche : La Résurrection  de Francesco Morandini (1570).

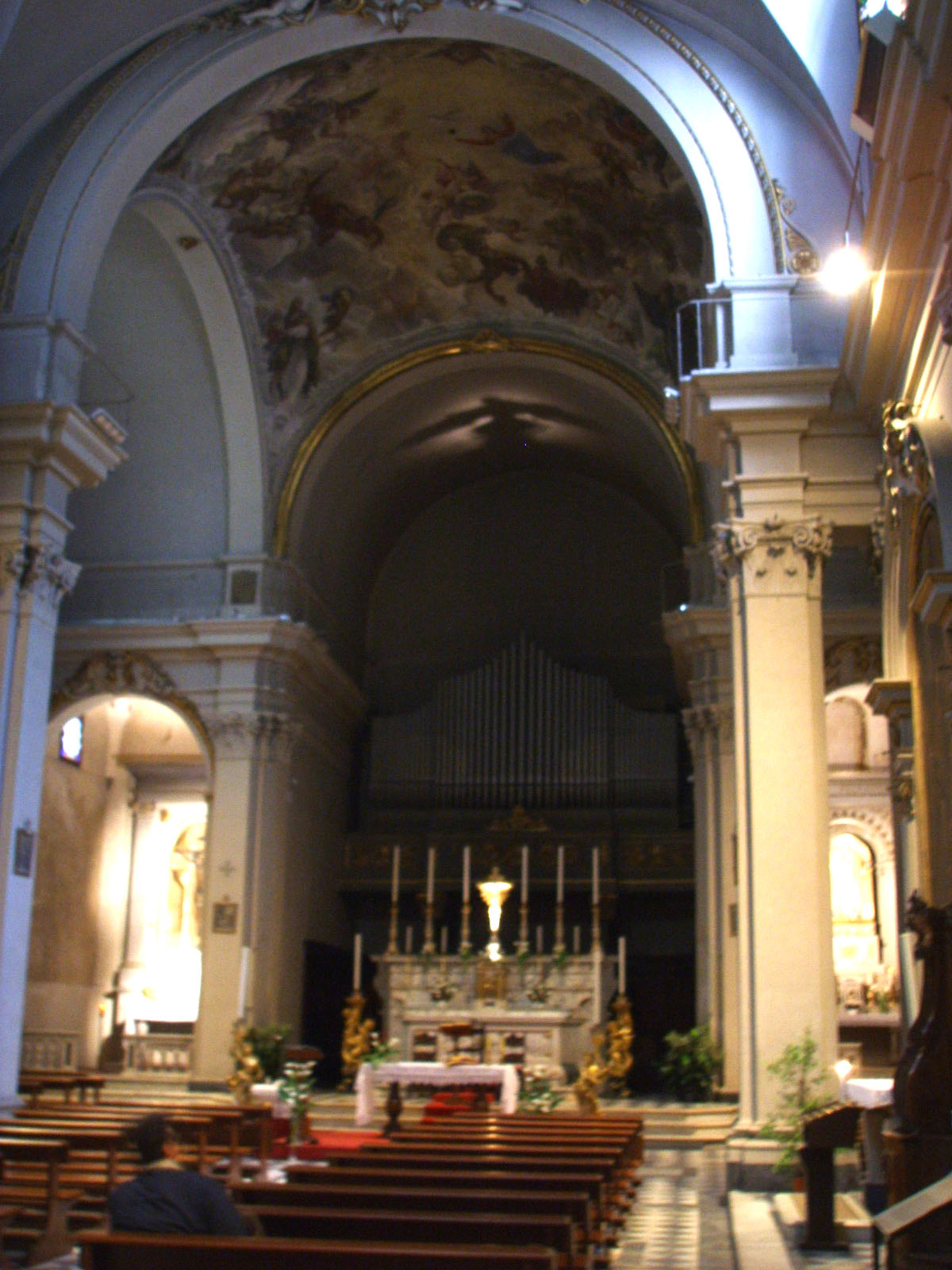
Intérieur
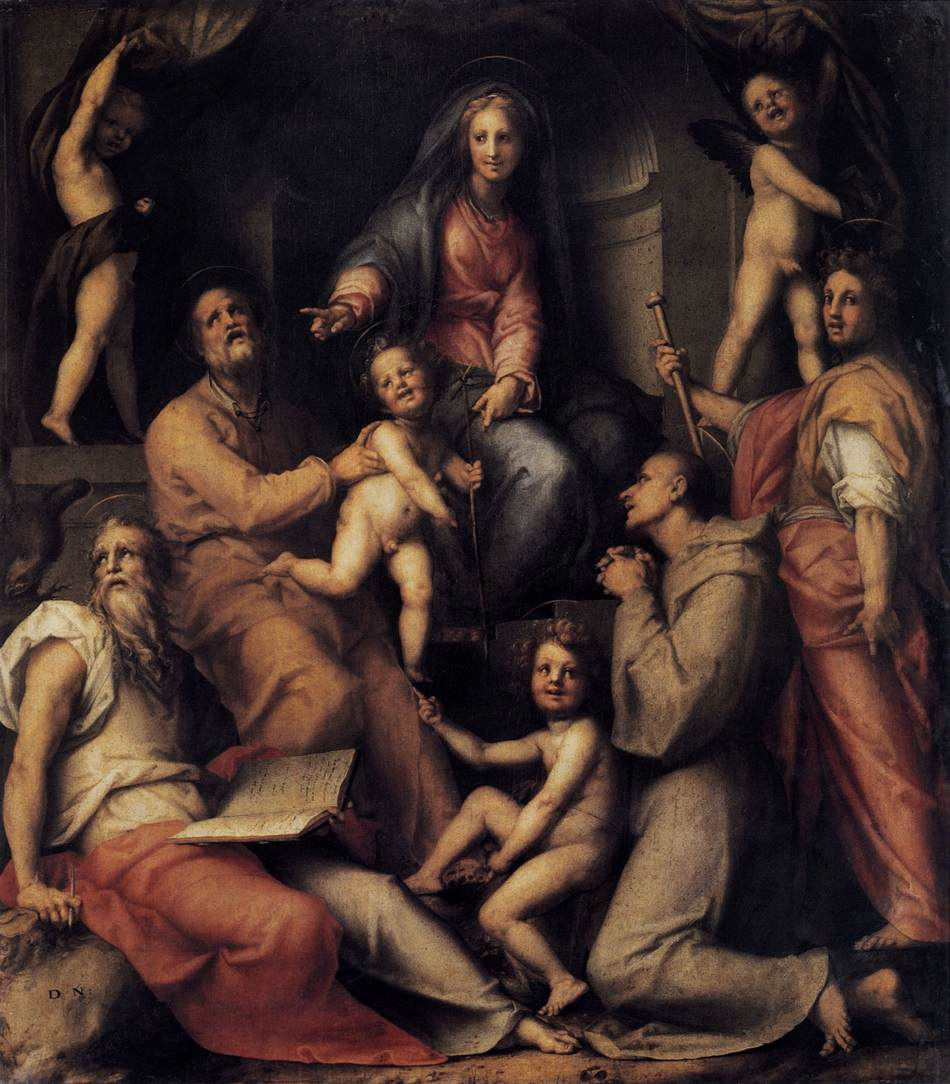
Le Retable Pucci de Pontormo
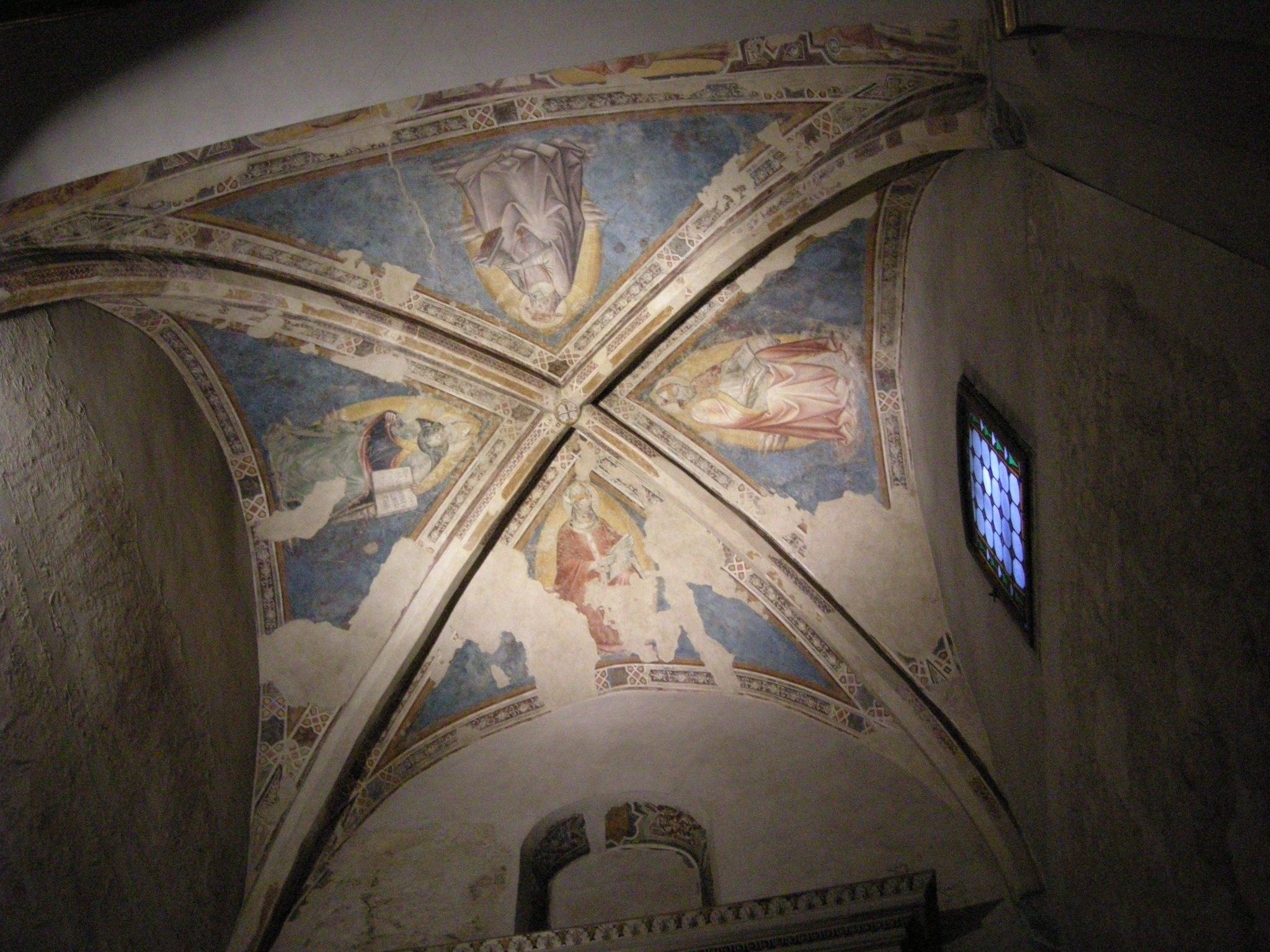
Restes de fresques du XIIIe siècle
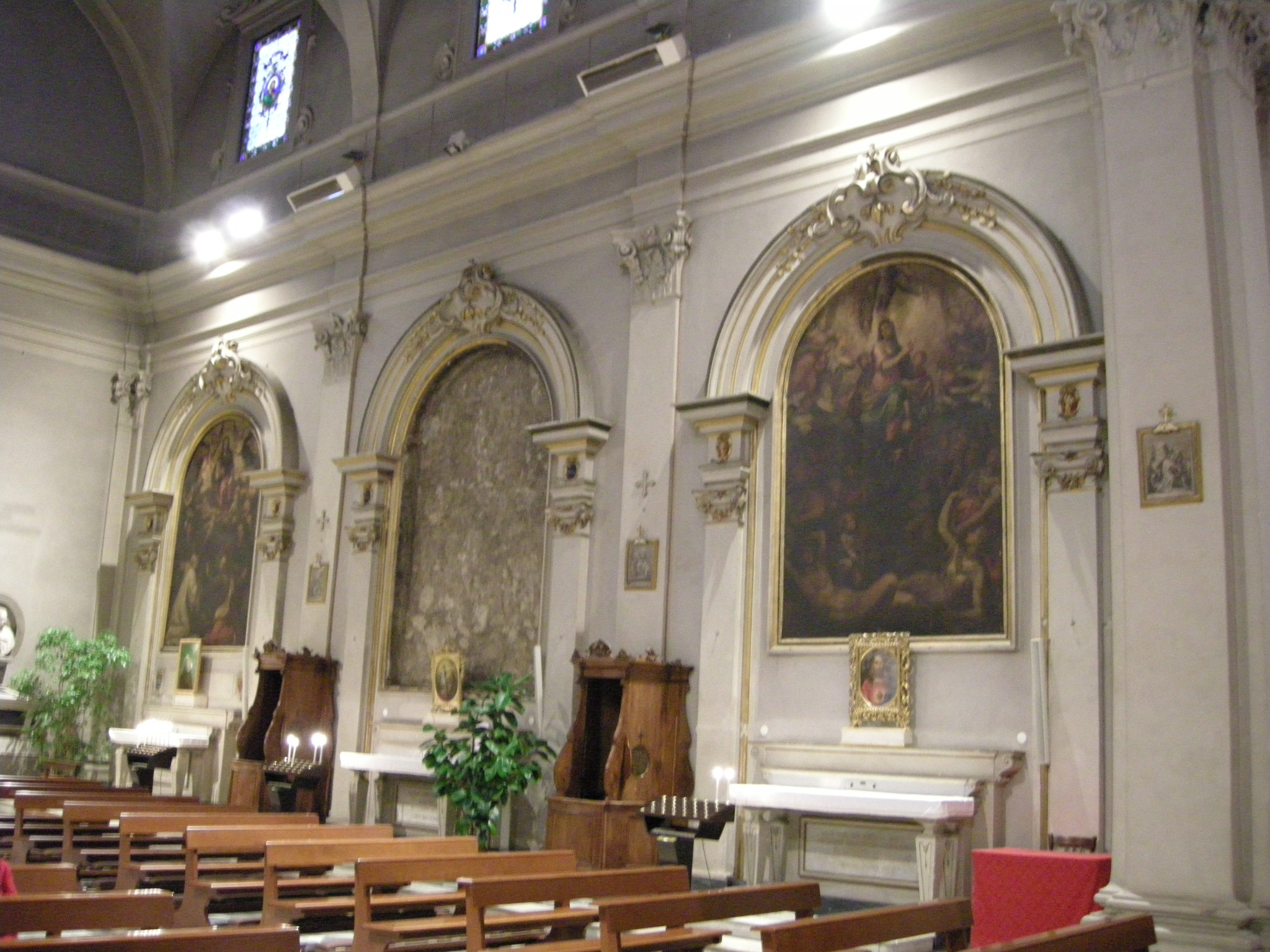
Nef gauche

### Crédits d'auteurs
- (it) Cet article est partiellement ou en totalité issu de l’article de Wikipédia en italien intitulé « chiesa di San Michele Visdomini » (voir la liste des auteurs).